# Taranis borealis
Taranis borealis é uma espécie de gastrópode do gênero Taranis, pertencente a família Raphitomidae.